# Les Identités meurtrières
 (octobre 2016).
Les Identités meurtrières est un essai rédigé par Amin Maalouf. Il questionne la notion d'identité et les conflits qu'elle peut occasionner. Il a reçu le prix européen de l'essai Charles Veillon en 1999.

## Résumé

### Introduction
Amin Maalouf prend le cas d'un homme né en Allemagne de parents turcs : « Aux yeux de sa société d'adoption, il n'est pas allemand ; aux yeux de sa société d'origine, il n'est plus vraiment turc. » Plusieurs questions se posent alors : pourquoi de telles personnes ne peuvent-elles pas assumer leurs appartenances multiples ? Pourquoi sont-elles constamment mises en demeure de choisir l'une ou l'autre ? L'auteur tente d'y répondre : « À cause de ces habitudes de pensée et d'expression si ancrées en nous tous, à cause de cette conception étroite, exclusive, bigote, simpliste qui réduit l’identité entière à une seule appartenance. » L'auteur se propose d'éclaircir ce constat dans les chapitres suivants.

### Quand la modernité vient de chez l'autre
Maalouf explique comment la culture occidentale s'est imposée. Il commente également les conséquences du point de vue identitaire qui en découlent chez les musulmans. De ces répercussions, il exclut catégoriquement le fanatisme religieux et explique son raisonnement.

### Le temps des tribus planétaires
Maalouf commence par aborder l'appartenance religieuse : à ses yeux, elle devrait être remplacée par une autre. À la question « Laquelle ? », il répond : « l'humaine ».
Il dérive ensuite sur la mondialisation, qui, selon lui, si elle était bien appréhendée, serait incroyablement enrichissante culturellement. Mais si elle ne sert qu'à appuyer l'assise d'une civilisation hégémonique (comprendre : occidentale), la mondialisation ne ferait que mener l'humanité droit à sa perte. Il évoque des pistes de solution à cette perte dans le chapitre suivant.

### Apprivoiser la panthère
Maalouf énumère quelques solutions et pistes pour apprivoiser la « panthère », c'est-à-dire l'identité.
D'abord, le principe de « réciprocité », selon lequel il faut que se crée un patrimoine universel (mondial, appartenant à l'humanité), dans lequel tous pourraient se retrouver, et ainsi, primerait avant tout l'appartenance humaine.
Ensuite, la « mondialisation », qui s'attaque principalement aux langues, devrait être combattue par l'apprentissage de l'anglais (3e) ainsi que d'une 2e langue « de cœur », européenne ou non.
Enfin, si l'on se réclame d'une civilisation démocratique, il faut que l'on ne vote pas « automatiquement », c'est-à-dire selon son ethnie, car c'est un vote identitaire, qui ne ferait que diviser, compartimenter, encourager la ségrégation alors que pour s'épanouir et coexister pacifiquement les identités ont besoin de couleurs, d'un contexte riche, et non pas de carcans bien définis dans lesquels elles seraient enfermées.
Dans certains pays, la situation identitaire est plus critique que dans d'autres, « mais partout se fait sentir la nécessité d'une réflexion sereine et globale sur la meilleure manière d'apprivoiser la bête identitaire. »

### Épilogue
L'auteur tire ici sa propre conclusion (synthèse des idées principales des chapitres précédents) : « Il faudrait faire en sorte que personne ne se sente exclu de la civilisation commune qui est en train de naître, que chacun puisse y retrouver sa langue identitaire, et certains symboles de sa culture propre, que chacun, là encore, puisse s'identifier, ne serait-ce qu'un peu, à ce qu'il voit émerger dans le monde qui l'entoure, au lieu de chercher refuge dans un passé idéalisé. Parallèlement, chacun devrait pouvoir inclure dans ce qu'il estime être son identité, une composante nouvelle, appelée à prendre de plus en plus d'importance au cours du nouveau siècle, du nouveau millénaire : le sentiment d'appartenir aussi à l'aventure humaine. »

## Thématiques importantes
Bien évidemment, il y a « l'identité », sur laquelle Maalouf s'étend en long et en large (cf. Résumé point 2). Mais au fur et à mesure qu'on lit Les Identités meurtrières, on note d'autres principes récurrents :
L'empathie
Cette « faculté intuitive à se mettre à la place d'autrui et de comprendre ses sentiments et ses émotions », et qui, d'après Maalouf, pourrait résoudre bien des conflits.
L'humanisme
Selon Maalouf, l'appartenance la plus importante, mise à part la « langue identitaire », est sans doute l'appartenance à l'humanité. De plus, son raisonnement est empreint de « respect », d'« ouverture » et d'« équité ». Enfin, il estime que tout un chacun devrait connaitre au moins « trois langues » (cf. Résumé point 5).
La réciprocité
Elle revient aussi à plusieurs reprises. Selon lui, les échanges sont primordiaux. Ils sont en effet, à la base de ce qui pourrait être une « richesse culturelle » mondiale, pour autant qu'un respect s'installe de part et d'autre. Tout sur la terre devrait s'échanger : cuisines, musiques, mots, découvertes, etc.
La catégorisation
Il s'insurge contre « le besoin et/ou l'habitude contemporaine de tout catégoriser ». Tout doit être classé ; il est à l'heure actuelle indispensable de coller des étiquettes à tout événement. Ceci serait préjudiciable pour les identités, puisque les classifier compartimente ces dernières (ce qui revient à dire que cela accentue l'idée d'une appartenance unique) et ainsi, rend les communautés facilement irritables, ce qui mène à des conflits.
Le rejet des extrêmes
Lorsqu'il propose des solutions (ou des pistes de solutions), il exclut toujours les extrêmes, qui ne sont (selon lui), par essence, jamais profitables. Ainsi, il favorise toujours un « juste milieu ».

## Traductions existantes
Dernière recherche effectuée le 28/12/07.
- Albanais : Identitet Vrastare (2001)
- Allemand : Mörderische Identitäten (2000)
- Anglais : In the Name of Identity: Violence and the Need to Belong (2000)
- Arabe : (2004) الهويات القاتلة
- Catalan : Les identitats que maten (1999)
- Croate : U ime identiteta: nasilje i potreba za pripadnošću (2002)
- Espagnol : Identidades asesinas (2004)
- Hebreu : (2010) זהויות קטלניות
- Italien : L’Identità (1999)
- Néerlandais : Moorddadige identiteiten (1999)
- Français : les Identités meurtrières (1999)
- Norvégien : Identitet som dreper (1999)
- Polonais : Zabójcze tożsamości (2002)
- Portugais : As Identidades Assassinas (1999)
- Serbe : Ubilački identiteti (2003)
- Turc : Ölümcül kimlikler (2000)